# Seconda battaglia dell'Amba Alagi
La seconda battaglia dell'Amba Alagi fu una battaglia svoltasi presso i rilievi montagnosi dell'Amba Alagi nella regione del Tigrè, nell'odierna Etiopia settentrionale, dove i reparti britannici attaccarono gli ultimi nuclei di resistenza del Regio Esercito durante le fasi finali della campagna dell'Africa Orientale Italiana nella seconda guerra mondiale.

## Le forze in campo

### Italia
Al momento dell'attacco le truppe italiane raggiungevano i 7 000 uomini tra cui un battaglione mitraglieri, un reggimento di artiglieria con 40 cannoni da 65/17 ed un reggimento di fanteria.

### Alleati
Il numero dei soldati britannici ammontava a 41 000 di cui 25 000 anglo-indiani e 16 000 abissini. Constava di una divisione indiana, un raggruppamento di brigate sudafricane e vari reparti indigeni. Dopo la conquista di Dessiè si unì a loro un gruppo di guerriglieri etiopici.

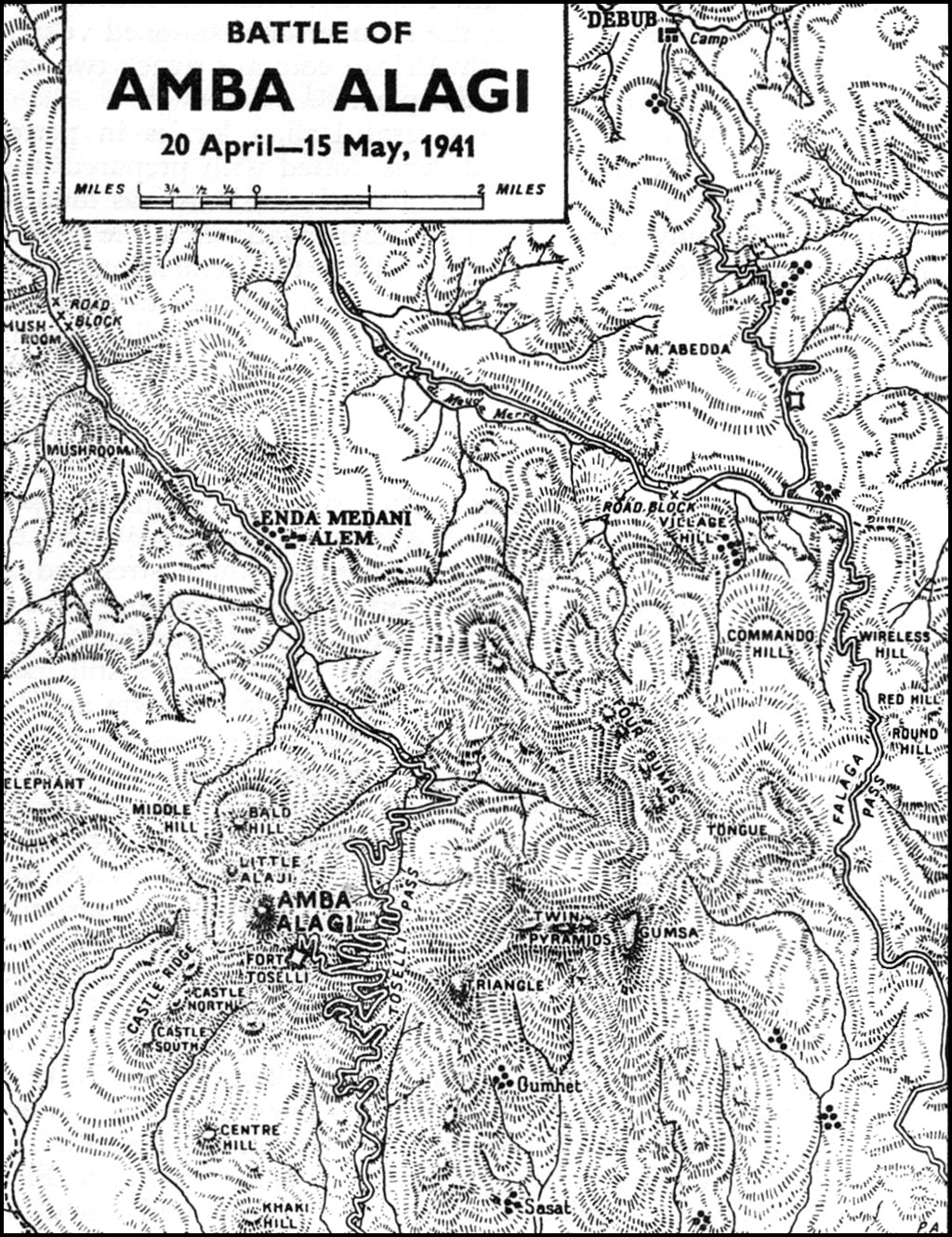
Mappa della battaglia

## Le cause
Nel 1941 di fronte alla travolgente avanzata dei britannici nell'Africa Orientale Italiana, il Viceré d'Etiopia Amedeo di Savoia aveva dato alle sue truppe l'ordine di proseguire la lotta nei ridotti dell'Amba Alagi, del Galla Sidama e dell'Amara. Le truppe italiane rimaste al comando di Amedeo di Savoia si ritirarono da Addis Abeba per riorganizzarsi sulle montagne dell'Amba Alagi, mentre il Galla Sidama era difeso dal generale Pietro Gazzera e l'Amhara dal generale Guglielmo Nasi. Gli italiani abbandonarono Addis Abeba il 5 aprile e la città venne occupata dagli inglesi il giorno dopo.

## La battaglia
Il 17 aprile del 1941 il duca d'Aosta si asserragliò con 7 000 uomini sull'Amba Alagi fortificandola. L'Amba Alagi è un monte alto circa 3 000 metri che fa parte di una catena montuosa formata da nove monti; nei pressi della catena montuosa si trova la strada che da Dessiè porta al nord e attraversa la catena tramite il passo Alagi, dal nome del monte che lo domina.
Gli inglesi ebbero l'ordine di inseguire gli italiani ed occupare la loro posizione. Dopo tre giorni di marcia, rallentata dai numerosi tratti di strada distrutti e dalle resistenze italiane, il 22 aprile gli inglesi espugnarono la città di Dessiè, a sud dell'Amba Alagi. Alla fine del mese la situazione cominciò a complicarsi per gli italiani che si trovano senza rifornimenti, con le truppe indiane provenienti dall'Eritrea ai piedi dell'Amba guidate dal generale Cunningham.
 Nei primi di maggio crebbe la pressione dei britannici, ma il 3 maggio gli italiani respinsero un duplice attacco inglese: mentre un reggimento avrebbe fatto da diversivo muovendosi verso est, verso il passo Falagà, un battaglione avrebbe guidato l'attacco al massiccio centrale; entrambi gli attacchi furono respinti dagli italiani.
Il 4 maggio gli inglesi riuscirono a occupare tre cime della catena grazie all'intervento dell'artiglieria. Il giorno successivo riuscirono a occupare un'altra cima, ma non arrivarono oltre per l'efficace fuoco di sbarramento operato dalle mitragliatrici italiane. Nel silenzio della notte gli inglesi riuscirono a risalire l'Amba e ingaggiarono battaglia; nel frattempo un altro gruppo di inglesi approfittò dello scontro per occupare un altro monte. Poi, l'arrivo di nuovi rinforzi inglesi consentì loro l'occupazione della nuova cima. La montagna successiva fu conquistata dopo altri due attacchi il 14 maggio. Ora rimaneva soltanto l'Amba Alagi.

## La resa
I soldati italiani, inferiori sia per numero che per mezzi e rimasti in pratica senza più acqua e viveri, si dovettero infine arrendere ai britannici: ciò avvenne il 17 maggio dopo una strenua resistenza e per questo gli italiani ottennero l'onore delle armi, reso non solo in omaggio all'alto appartenente della Casa Reale italiana. Poco prima della resa il Duca autorizzò gli ufficiali a lasciar tornare nei propri villaggi le truppe indigene. A fronte di tale autorizzazione - come risulta dai Bollettini del SIM (Servizio Informazioni Militare) conservati presso l'Archivio Centrale di Stato di Roma, rubricati sotto l'anno 1941 - gli abbandoni non furono superiori alla quindicina di casi.

## Citazioni sulla battaglia
"Per anni la carne arrosto da quelle parti si è chiamata 'carne all'Amba Alagi'. Pensa, 8000 persone bruciate, e quasi tutti dei nostri [etiopi]. È così che i talian hanno preso il paese" (Gabriella Ghermandi, Regina di fiori e di perle, 2011, Donzelli editore, p. 192).